# Marco Andretti

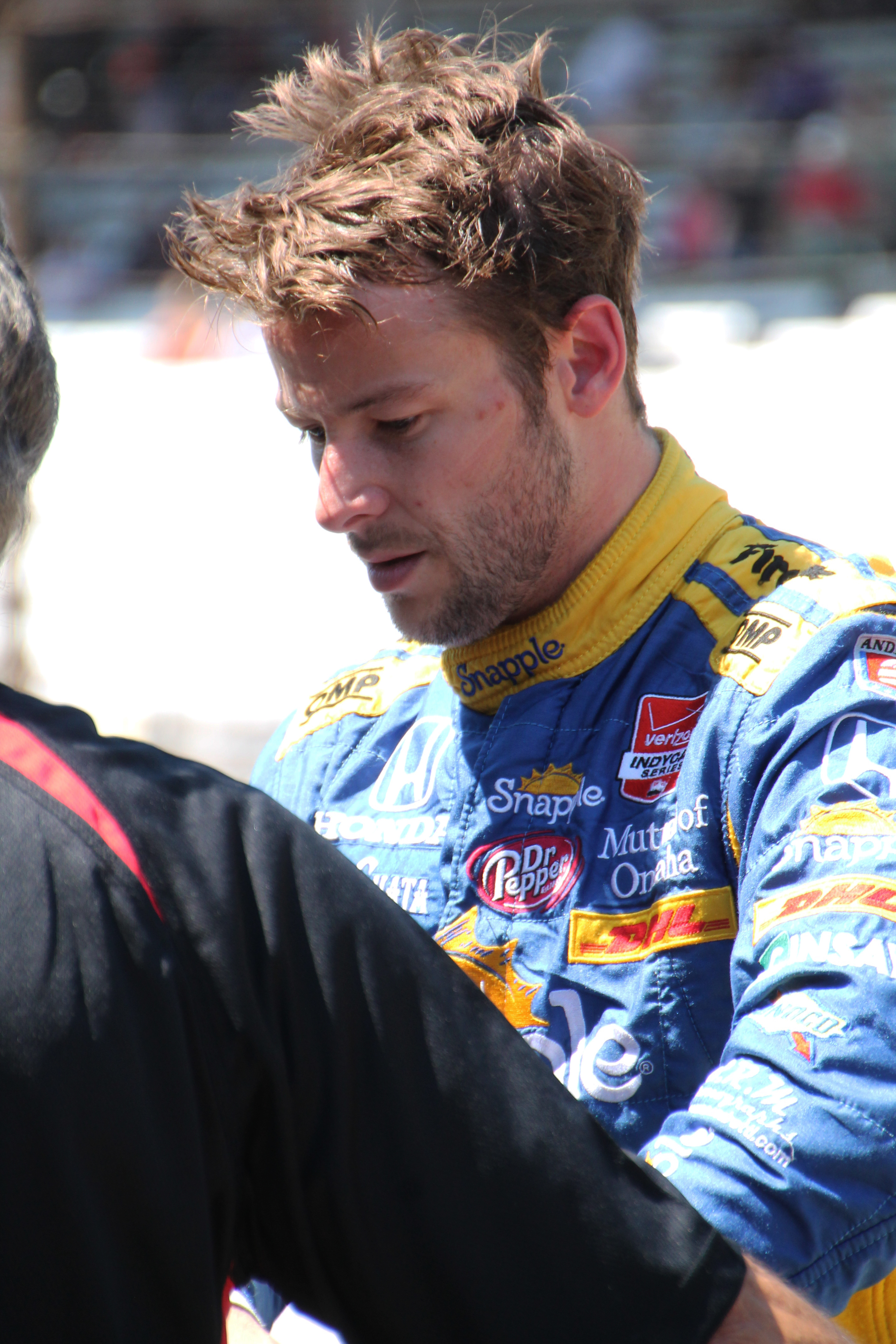
Andretti, 2015

Marco Michael Andretti, (n. 13 martie 1987 la Nazareth (Pennsylvania), SUA) este un pilot de curse care participă în IndyCar din sezonul 2006.
Este nepotul lui Mario Andretti care a câștigat titlul mondial în Formula 1 în sezonul 1978, și este fiul lui Michael Andretti care a concurat în Formula 1 în sezonul 1993 și 5 sezoane în IndyCar.

## Cariera în IndyCar
| Sezon | Echipă                | Puncte | Loc clasament general |
| ----- | --------------------- | ------ | --------------------- |
| 2006  | Andretti Green Racing | 325    | 7                     |
| 2007  | Andretti Green Racing | 350    | 11                    |
| 2008  | Andretti Green Racing | 363    | 7                     |
| 2009  | Andretti Green Racing | 380    | 8                     |
| 2010  | Andretti Autosport    | 392    | 8                     |
| 2011  | Andretti Autosport    | 337    | 8                     |
| 2012  | Andretti Autosport    | 278    | 16                    |
| 2013  | Andretti Autosport    | 484    | 5                     |